# Ивановское ремонтно-транспортное предприятие (Херсонская область)
Ивановское ремонтно-транспортное предприятие — предприятие в посёлке Ивановка Херсонской области Украины, которое специализируется на техническом обслуживании и ремонте автомобильной и сельскохозяйственной техники.

## История
Ивановская машинно-тракторная станция была создана в селе Ивановка в ноябре 1931 года в соответствии с первым пятилетним планом развития народного хозяйства СССР. Изначально МТС насчитывала 16 колёсных тракторов, в дальнейшем их количество было увеличено. В 1933 году при МТС был создан политотдел.
В 1936 году тракторная бригада Е. А. Братищенко выработала 509 гектаров пахоты на один трактор ЧТЗ и сэкономила 850 кг горючего, а бригада В. С. Логвиненко выработала 125 га на один трактор ХТЗ и сэкономила 130 кг горючего. За достигнутые успехи эти коллективы были занесены на областную Доску почёта.
Перед войной Ивановская МТС являлась крупным предприятием (в 1940 году она имела 128 тракторов и значительное количество иной техники), при ней действовали курсы по подготовке и повышению квалификации механизаторов. В результате, ещё до войны основные производственные процессы в сельском хозяйстве на территории Ивановского района были механизированы.
После начала Великой Отечественной войны часть техники МТС была передана в действующую армию. В дальнейшем, в связи с приближением к селу линии фронта работники МТС участвовали в строительстве укреплений, уборке урожая и эвакуационных мероприятиях. С 19 сентября 1941 до 29 октября 1943 года селение было оккупировано немецкими войсками, при отступлении гитлеровцы разграбили и разрушили МТС, маслозавод, электростанцию, школы, дом культуры, библиотеку, больницу и много жилых домов (общая сумма убытков составила 15,8 млн. рублей).
В ноябре 1943 года МТС возобновила работу (в это время в ней имелось всего 3 комбайна, 9 тракторов и 17 тракторных плугов). В течение этого месяца были отремонтированы ещё 6 тракторов. В результате, осенью 1943 года были вспаханы и засеяны озимыми более половины посевных площадей.
После окончания войны количество работников МТС было пополнено демобилизованными военнослужащими, имевшими опыт эксплуатации и ремонта техники. Тракторная бригада № 6 Ивановской МТС под руководством бригадира Т. С. Логвиненко стала передовой, она систематически выполняла годовые планы по мягкой пахоте на 150—185 %. Кроме того, в соответствии с четвёртым пятилетним планом восстановления и развития народного хозяйства СССР, был пополнен машинный парк МТС — к 1950 году в нём насчитывалось 146 тракторов (в пересчете на 15-сильные), 43 комбайнов и другие сельскохозяйственные машины.
За трудовые достижения в 1958 году С. Д. Домбровская (первая женщина-комбайнер в районе, собравшая с площади 250 гектаров свыше 4 тыс. центнеров зерна) была награждена орденом Ленина, а бригадир тракторной бригады В. Д. Братищенко был награждён орденом Октябрьской Революции.
В дальнейшем, в связи с увеличением числа техники в совхозах и колхозах, МТС была переименована в Ивановское районное производственное объединение по производственно-техническому обслуживанию сельского хозяйства (сокращённое название — Ивановская райсельхозтехника). В 1986 году райсельхозтехника была переименована в Ивановское ремонтно-транспортное предприятие.
В целом, в советское время МТС входила в число ведущих предприятий райцентра и всего Ивановского района.
После провозглашения независимости Украины, в октябре 1992 года объекты производственного объединения «Херсонагротехсервис» на территории Херсонской области (в том числе, Ивановское ремонтно-транспортное предприятие) были переданы в ведение администрации Херсонской области.
В мае 1995 года Кабинет министров Украины утвердил решение о приватизации райсельхозтехники. В дальнейшем, государственное предприятие было реорганизовано в открытое акционерное общество.